# Tempête (nouvelles)
Pour les articles homonymes, voir Tempête (homonymie).
 (février 2017).
Si vous disposez d'ouvrages ou d'articles de référence ou si vous connaissez des sites web de qualité traitant du thème abordé ici, merci de compléter l'article en donnant les références utiles à sa vérifiabilité et en les liant à la section « Notes et références ».
Tempête est un recueil de deux romans courts de J. M. G. Le Clézio, paru le 27 mars 2014 aux éditions Gallimard. La première donne son titre au recueil, l'autre s'intitule Une femme sans identité.

## Résumé

### Tempête
L'action se passe sur l'île d'Udo, située dans la province de Jeju-do en Corée du Sud. Elle se situe à 3,5 km à l'Est de l'île principale de Jeju.
Les touristes débarquent le matin et rembarquent le soir. Un jour, un homme blanc arrive par le ferry, reste, toujours en costume, essaie de pêcher. Une gamine s'approche.
June, 13 ans, n'est pas non plus d'ici. Sa mère Julia, abandonnée par le père, soldat américain, l'a amenée là très jeune avec elle. Elle y est devenue une femme de la mer, plongeuse, pêcheuse d'ormeaux, sans parler le dialecte de l'île. Depuis peu, elle a un nouvel ami, Brown, désagréable envers June, qui, après l'école, va auprès du nouveau, l'américain...
Kyo (Philipp) est un vieux, de presque 60 ans, ancien journaliste auprès de l'armée américaine au Vietnam, photographe raté. Autrefois, il a vécu quelque temps une embellie sur cette île, avec Mary (Song Farelle), métisse thaï-us, ancienne chanteuse de bar d'hôtel à Bangkok. Elle s'y est noyée un jour qu'il s'était absenté de l'île. Trente ans plus tard, il ne trouve aucune trace : des touristes, des blattes de mer, et pas vraiment de poissons.
Mary cherchait à oublier son passé dans un bel endroit pour mourir. Kyo cherchait à oublier les violences guerrières : Moi, un vieil homme p.81). Témoin passif d'un viol collectif de soldats américains sur une jeune vietnamienne de 22 ans, à Hué, il a fait six ans de prison, et en est resté dévasté.
Chaque jour, June et Kyo, sans se concerter, passent quelques heures ensemble, de proximité innocente, perturbante, vitale, pour chacun des deux : promenade, contemplation, conversation, jeux, massage... Kyo est dans le désespoir : «Je suis du mauvais côté du monde » (p. 84). June est dans l'espoir : «J'ai décidé qu'à partir d'aujord'hui il serait l'homme de ma vie » (p. 81), malgré la différence d'âge (45 ans), un peu à cause de ses yeux verts.
June est aussi chanteuse soliste à l'église du pasteur David. Elle fréquente la vieille Kando, quitte l'école, veut devenir femme de la mer (en apnée), découvre son cri de reprise de respiration, manque de se noyer. Peut-être le dauphin, que connaissent déjà Kando et Julia, l'a-t-il sauvée.
En tout cas, pas Kyo, qui a trouvé avec la pharmacienne une partenaire. Puis...

### Une femme sans identité
La belle vie commence à Takoradi, la grande plage blanche, en Afrique de l'ouest, francophone et anglophone, pas très loin de Grand-Bassam : djembé, balafon, Fela Kuti, Femi, Fatoumata Diawara, Becca (p. 166). Derek Badou est concessionnaire automobile, Esther (Badou) vendrait de la crème de beauté, les deux filles vont en voiture à l'École de la Nativité, puis au Lycée International pour la plus grande. La plus jeune, Bibi, Abigaïl en fait, est adorable. L'aînée, Rachel, est détestable avec Esther.
Rachel apprend (a appris à huit ans) qu'elle n'est pas la fille de Mme Badou, mais «la fille d'une pute, violée dans une cave, enfant du démon», lors des disputes violentes et quotidiennes du couple Badou. Sans trop chercher à se cacher de la bonne Salma, du jardinier Yao, du Dr Kipmann, ou du chien Zaza.
Puis, c'est la ruine, la saisie, la débandade, le déménagement, le rapatriement en Europe : Derek se recycle en restauration en Belgique, et Esther s'occupe des filles en banlieue parisienne (p. 169), au moins jusqu'à ce qu'elle se lie au dentiste Lartéguy (p. 168).
Rachel étudie, sort, découvre Shakespeare, Bertrand Russell, occupe divers petits emplois. Bibi, 17 ans, sort, et revient une nuit, violée, brûlée. Après une dispute avec la mère appelée à la rescousse, RAchel quitte tout, redevient sans famille, une enfant de la rue, ssn identité, sans ressource, parfois hébergée par Hakim King, travailleur social au Centre Culturel Malraux , avec un projet théâtral. « Je devenais à peu près un monstre, du côté des errants » (pp. 182-185).
Un jour, Rebecca Kuti, alias Rachel, 28 ans, va se faire soigner les dents chez Lartéguy. Puis c'est l'incendie au sous-sol de Malraux, un séjour à l'hôpital, puis...

## Éditions
- J. M. G. Le Clézio, Tempête, éditions Gallimard, Paris, 2014, 231 p.,  (ISBN 9782070145355), (BNF 43798324).